# Арал, Джошкун
Джошкун Арал (тур. Coşkun Aral; род. 1 мая 1956, Сиирт) — турецкий журналист и фотокорреспондент, известный своими репортажами и снимками военных конфликтов.

## Биография
Родился 1 мая 1956 года в Сиирте в арабской семье. Работал в местной газете, затем был отправлен родителями в Стамбул, где жила его тётя, за которой требовался уход. Окончил лицей Меджидийекёй. Первоначально намеревался стать врачом, но вскоре его привлекла карьера фотожурналиста. Одновременно работал в газетах и учился в Стамбульском университете.
Благодаря продаже своих снимков на площади Таксим смог привлечь внимание международных агентств, в частности, «Sipa Press». В 1980 году отправился от «Sipa Press» в командировку в польский город Гданьск, который стал центром протестов, организованных профсоюзом «Солидарность». В 1980-х годах работал военным корреспондентом, в ходе своих командировок Арал стал свидетелем множества конфликтов, которые ему удалось запечатлеть. Помимо этого с 1986 года в качестве корреспондента был участником передачи Мехмеда Али Биранда «32. Gün». У Арала была также собственная передача «Haberci».
Создал собственный документальный канал «İz TV», помимо этого ведёт канал на Ютубе «Coşkun Aral Anlatıyor».
Лауреат ряда премий.
Во многих городах мира проходили личные выставки фотографий Арала Джошкуна.

### Личная жизнь
В 2002 году женился на Мюге Арал, у них есть дочь Дениз.